# David Amess
Pour les articles homonymes, voir Amess.
David Amess (/ˈdeɪ.vɪd ˈeɪ.mɪs/), né le 26 mars 1952 à Plaistow (Grand Londres) et mort assassiné le 15 octobre 2021 à Leigh-on-Sea (Essex), est un homme politique et député britannique, membre du Parti conservateur du Royaume-Uni.
Il est député de 1983 à 1997 pour Basildon, et de 1997 à sa mort pour Southend West. Eurosceptique de longue date, il soutient le Brexit lors du référendum européen de 2016 et est depuis un partisan de Leave Means Leave, une campagne pro-Brexit.
Le 15 octobre 2021, « lors d’une permanence parlementaire qu’il tenait dans une église de sa circonscription à Leigh-on-Sea », il est poignardé à plusieurs reprises par un terroriste islamiste et succombe à ses blessures.

## Biographie

### Naissance et jeunesse
David Anthony Andrew Amess est né à Plaistow (Essex) (aujourd'hui Newham), de James Amess et de sa femme Maud, dans un milieu modeste. Il est élevé dans la foi de l'Église catholique, comme sa mère. Maud est décédée le 12 octobre 2016 à l'âge de 104 ans.
David Amess fréquente la St Anthony's Junior and Infant School, puis la St. Bonaventure Grammar School (de nos jours St Bonaventure's Catholic School) sur Boleyn Road à Forest Gate, puis le College of Technology (de nos jours faculté des sciences et de la technologie) de l'université de Bournemouth, où il obtient un baccalauréat ès sciences (BSc) avec mention en économie et en administration publique. Amess enseigne à l'école primaire St John the Baptist de Bethnal Green pendant un an (1970-1971), puis est souscripteur durant une courte période avant de devenir consultant en recrutement.

### Carrière politique

#### Débuts en politique
David Amess se présente à Newham North West aux élections générales de 1979, considéré comme un bastion travailliste, et le siège est conservé par le député travailliste Arthur Lewis. En 1982, Amess est élu conseiller du Borough londonien de Redbridge.
Le député conservateur sortant de Basildon, Harvey Proctor, part se présenter à Billericay lors des élections générales de 1983, et Amess est sélectionné pour briguer le siège et est élu député de Basildon le 9 juin 1983.

#### Député et conseiller local
David Amess est député et conseiller local jusqu'en 1986, date à laquelle il démissionne du conseil d'arrondissement de Redbridge pour se concentrer sur son siège à Westminster. Il conserve son siège de Basildon de justesse lors des élections générales de 1987, en partie en développant une clientèle personnelle importante. Après l'élection, Amess est nommé secrétaire parlementaire privé de Michael Portillo, poste qu'il occupe pendant dix ans tout au long de la carrière ministérielle de Portillo. Amess conserve son siège aux élections générales de 1992, ce qui est considéré comme le premier signe que les conservateurs gagneraient de façon inattendue cette élection, la circonscription de Basildon étant considérée comme un marqueur important.

#### Élections générales de 1997
Avant les élections générales de 1997, une réforme divise la circonscription de Basildon en deux parties, auxquelles se greffent deux circonscriptions voisines. Compte tenu de sa nouvelle configuration, la nouvelle circonscription de Basildon allait presque certainement être remportée par les travaillistes. Amess décide donc de se présenter ailleurs. En juin 1995, Amess est sélectionné pour la circonscription de Southend West après le départ à la retraite de l'ancien ministre Paul Channon et est élu en 1997. Angela Evans Smith remporte le nouveau siège de Basildon pour le Parti travailliste par plus de 13 000 voix.

#### Membre du Parlement
David Amess siège au Health Select Committee de 1998 à 2007. En raison de son rôle au sein du Health Select Committee, il devient président du comité d'arrière-ban du Parti conservateur pour la santé en 1999. Depuis, il fait campagne sur diverses questions de santé. Alors qu'il est membre du comité, Amess joue un rôle de premier plan dans la tenue d'une enquête sur l'état de l'obésité au Royaume-Uni, qui conduit à la publication d'un rapport en 2004. Le rapport révèle que les deux tiers de la population anglaise sont en surpoids ou obèses et présente des recommandations pour lutter contre le problème. Par la suite, il maintient un intérêt pour la question, le plus récemment en déposant une série de questions parlementaires en juillet 2013.
David Amess est également membre du Panel des présidents, qui comprend le président et deux vice-présidents des voies et moyens, ainsi que dix membres nommés au début de chaque session par le président de la Chambre des communes. Amess est nommé pour la dernière fois le 26 mai 2010, mais fait partie du panel à partir de 2001. En tant que membre du panel, Amess est chargé de présider les comités des projets de loi publics, présider les débats de Westminster Hall et parfois présider les réunions de toute la Chambre.
David Amess adhère habituellement à la ligne officielle du Parti conservateur lors du vote aux Communes. Il vote pour l'invasion de l'Irak en 2003 mais depuis critique l'échec du gouvernement travailliste à trouver les armes de destruction massive, à cause desquelles l'intervention avait été menée. En politique étrangère, il est également l'un des principaux membres des Conservateurs Amis d'Israël. Amess est l'un des trente conservateurs qui ont voté contre une action militaire en Syrie en août 2013.
Il est mécène de la Conservative Animal Welfare Foundation. Amess soutient de nombreuses campagnes, notamment l'interdiction des cages pour le gibier à plumes, l'élevage de chiots et la contrebande et la fin du transport d'animaux vivants pour l'exportation.
David Amess est un fervent eurosceptique, qui se prononce en faveur du Brexit avant même le référendum sur l'UE, au sujet duquel il déclare qu'il est « dangereux » et une « énorme erreur » de voter pour « rester ». Il décrit une « perte de souveraineté parlementaire » comme le principal point négatif des relations entre le Royaume-Uni et l'UE. Amess critique l'intervention présumée du président américain Barack Obama dans la campagne référendaire de l'UE, déclarant qu'il n'a « absolument aucun droit de s'impliquer ». Depuis le vote du Brexit, il est un fervent partisan de Leave Means Leave, signant une lettre à ce sujet au Premier ministre en septembre 2017.
Le Monde note que « malgré sa longue expérience parlementaire, il n’a jamais été ministre et restait peu exposé médiatiquement ».

#### Positionnement politique
Depuis son entrée à la Chambre des communes, David Amess s'est généralement opposé aux projets de loi favorisant les droits des LGBT, notamment l'égalité d'âge du consentement et le mariage homosexuel. Il est également résolument hostile au droit à l'avortement et favorable à la restauration de la peine de mort. Sensible à la souffrance animale, il est l'un des rares députés conservateurs favorables à l'interdiction de la chasse au renard.
David Amess est créé chevalier dans le cadre des distinctions honorifiques du Nouvel An 2015 pour le service politique et public. Il est membre de l'Imperial Society of Knights Bachelor.

### Assassinat
Le 15 octobre 2021, peu après midi, lors d'une rencontre avec les citoyens dans une église méthodiste de sa circonscription, David Amess est poignardé à de multiples reprises et meurt des suites de ses blessures, à l'âge de 69 ans. La police évoque un acte terroriste islamiste,,. Un suspect de 25 ans de nationalité britannique ayant des origines somaliennes est arrêté sur les lieux et l'enquête confiée aux services antiterroristes,. Son assassinat évoque celui de la députée travailliste Jo Cox, tuée en juin 2016. Durant son procès, l'accusé, Ali Harbi Ali, déclare devant la cour criminelle que frustré de ne pouvoir aller combattre lui-même en Syrie avec le groupe État islamique, il s'était dit qu'il devait « essayer de faire quelque chose ici pour aider les musulmans là-bas ». Le 13 avril 2022, Ali Harbi Ali a été condamné à la prison à vie pour le meurtre.

### Famille
Lui et sa femme Julia Arnold ont un fils et quatre filles. Julia est assistante parlementaire à temps partiel pour son mari. Son fils – également nommé David Amess – est emprisonné en 2005 pour avoir blessé intentionnellement un homme, en lui fracassant une bouteille de champagne sur la tête dans une boîte de nuit. Leur fille aînée est l'actrice Katie Amess. Elle a publiquement critiqué la position de son père sur le mariage homosexuel après avoir produit un film en faveur des droits des homosexuels en 2013.